# The Lost Warrior (manga)
El guerrer perdut (The Lost Warrior en anglès)és el primer llibre d'una trilogia de manga en anglès basat en la reeixida saga Warriors d'Erin Hunter. L'editorial Tokyopop va editar-lo, i el va publicar el dia 24 d'abril de 2007. El va dibuixar James Barry.
El llibre segueix les aventures del protagonista "Graystripe" que prova d'escapar dels bípedes després que aquests l'agafessin com a animal de companyia.

## Resum de l'obra
El guerrer perdut comença amb la història de Graystripe, un guerrer que ha estat separat del seu clan, El Clan del Tro, després que els humans que estaven deforestant casa seva el raptessin. Una familia humana se l'emporta a casa seva. Li acaben caient força bé els humans però no pot suportar estar lluny del seu clan i els seus amics guerrers. Prova de fugir però es perd al "lloc dels bípedes" i s'acaba enfrontant amb un gat domèstic anomenat Duke. Perd la baralla, i coneix una gata domèstica anomenada Millie que el porta a casa seva, ella prova de consolar-lo dient-li que no és cap vergonya haver perdut contra en Duke. Els dos gats es comencen conèixer millor i la Millie troba un petit bosc enmig del "lloc dels bípedes". Li ensenya a en Graystripe, que havia estat un guerrer, i li demana que li ensenyi a caçar i a lluitar. En Graystripe té un somni en el qual rep la visita de la seva difunta estimada, Silverstream, i la seva filla Feathertail. Després d'una altra baralla amb en Duke i els seus, en Graystripe decideix finalment de tornar a trobar-se amb el clan del tro. Silverstream se li apareix en un altre somni, Graystripe li diu a Silverstream que voldria tornar a estar amb ella, na Silverstream li recorda però, que el seu lloc és dins el clan del tro. A més a més li recorda que ja té una companya de viatge. Més tard, en Graystripe li demana a la Millie que l'acompanyi en el seu retorn al clan i queda desmuntat davant la seva negativa. Se'n va a buscar el clan del tro ell sol. Graystripe acaba perdut al "lloc dels bípedes" durant dies fins a desmaiar-se de cansament. La Millie canvia d'opinió i surt a trobar a en Graystripe. Quan el troba, el veu malalt i afeblit; fins i tot l'anomena Silverstream. La Millie el cura fins que es recupera i li pregunta sobre Silverstream. Els dos junts surten a buscar el clan del tro. El que no saben és que el clan del tro (com la resta de clans) ja ha marxat fa temps del bosc.

## Personatges
- Graystripe– el protagonista, un guerrer del clan del tro que ha estat segrestat. En els esdeveniments de Matinada (Dawn en anglès), va ser capturat pels bípedes i adoptat per una família molt afectuosa. Poc habituat als costums del "lloc dels bípedes", i perdent a poc a poc els seus records, en Graystripe esta vorejant la desesperança, però la Millie l'ajuda, i ell l'entrena per a ser una guerrera, un entrenament que li recorda el seu amor per la vida salvatge. Al final d'aquest llibre, ell i na Millie comencen un llarg viatge, decidits a trobar els clans a qualsevol preu.
- Millie– havia estat una mascota. Coneix a en Graystripe al "lloc dels bípedes" i l'ajuda tant físicament com emocional. Decideix acompanyar-lo en la seva missió i demostra la seva tenacitat i el seu coratge diverses vegades en la trilogia. La Millie té una habilitat utilíssima (i segurament única) que és parlar la llengua dels gossos, que utilitza sovint a "El refugi del guerrer) (Warrior's Refuge en anglès). A la saga "El poder dels tres" (Power of Three en anglès), no s'esmenta aquesta habilitat, però en Lionblaze nota que la Millie és molt bona combatent els gossos.
- En Duke i els seus amics– un trio de gats domèstics forts i territorials. Es barallen (i derroten) amb en Graystripe quan arriba, però al final del llibre, els esforços combinats d'un Graystripe recuperat i una Millie molt ben entrenada els permet guanyar-los. Irònicament, quan en Duke es retira avergonyit, insulta de manera hipòcrita a en Graystripe dient-li 'salvatge', però en Graystripe, recordant el seu honor com a guerrer, l'ignora i marxa triunfalment amb la seva deixeble Millie.

En Duke i els seus acòlits no tornen a aparèixer als mangas.
El Guerrer Perdut va ser elogiat per Publishers Weekly, el qual pensava que "Moltes nenes (i potser alguna de més gran) trobaran aquest fantasia felina irresistible". School Library Journal va elogiar com les il·lustracions i les vinyetes d'estil manga concorden tan bé amb la història. El format permet expressar els somnis i les emocions d'en Graystripe. El crític opinava que el llibre era massa curt i tenia poca acció. Leroy Douresseaux va elogiar tant l'escriptura com el dibuix del llibre: "L'escriptor Dan Jolley entra amb pas fort, mostrant deixos d'un escriptor de còmics veterà portant ràpidament i concisa al lector dins el món d'Erin Hunter, Guerrers....L'artista Barry James dibuixa d'una manera molt semblant a l'estil de les pel·lícules animades."